# Rotzkotz
Rotzkotz war eine Punkmusikgruppe aus Hannover, die von 1977 bis 1982 bestand. Sie war eine der ersten deutschen Punkbands. Die Gruppe um Horst Illing (Gesang, Gitarre) und Ernst-August Wehmer (Gesang) sowie diversen wechselnden Mitmusikern bot anfangs britisch inspirierten Punkrock in englischer Sprache.

## Geschichte
Ihr erstes Album, „much funny“, wurde 1979 in England aufgenommen und dort zuerst veröffentlicht. Es gilt als erste selbst produzierte Punk-Platte Deutschlands. Mitte 1980 erhielt die Gruppe einen Plattenvertrag von EMI. Nachdem die Single Problem/Kein Problem jedoch ohne Absprache mit der Gruppe von EMI überarbeitet und „glattgebügelt“ wurde, trennte man sich nach der „Jubel 81“-Tour im Streit. Wieder unabhängig, blieben Rotzkotz bei der deutschen Sprache und veröffentlichten mit „Lebensfroh + Farbenfroh – Die schönsten deutschen Lieder von Rotzkotz“ ein Poppunk-Album, auf dem sie u. a. ihre Erfahrungen mit EMI verarbeiteten (Tante EMI), aber auch Texte des Dadaisten Kurt Schwitters vertonten. Streitereien über die weitere Richtung der Band führten jedoch 1982 zur Trennung.
Illing, Ludewig und Joseph versuchten sich mit Bizarre Leidenschaft im Feld von NDW und Synthie-Pop. In den folgenden Jahren trat Horst Illing mit wechselnden Mitmusikern wieder unter dem Namen Rotzkotz auf, gelegentlich auch zusammen mit Ernst-August Wehmer. Wehmer verstarb im Januar 2024.
Der zweite Gitarrist Dieter Runge ging 1978 nach New York zu den New York Niggers. Runge lebt heute als freier Künstler in Hawaii und macht unter dem Namen Dieter Osten weiter Musik.
Im Jahre 1994 erwiesen Die Ärzte der Band ihre Reverenz und nahmen den Titel Kein Problem für ihre EP „1, 2, 3, 4 – Bullenstaat!“ auf. Eine Neueinspielung mit deutschem Text sowie eine Coverversion erlebte auch der Song Gettin To None von der ersten LP. Unter dem Titel Schatten der Vergangenheit spielte ihn die Band für das 1981er-Album Lebensfroh + Farbenfroh neu ein. Die in mehreren Sprachen gesungene Coverversion der Band Beatklub erschien unter dem Titel Chien d’amour auf der von ZickZack Records vertriebenen Maxisingle Down at the Beatklub at midnight.

## Diskografie
- 1979: much funny (Hipocrite Music)
- 1980: Problem/Kein Problem (Single, EMI)
- 1981: Lebensfroh + Farbenfroh (No Fun Records)